# Ural State University of Economics
Die Ural State University of Economics (USUE) ist eine russische Universität mit Sitz in Jekaterinburg. Gemäß der Internationalen Standardklassifikation des Bildungswesens von 2011 belegt die USUE die ISCED-Stufe 8; sie ist in der anabin Datenbank mit dem Satus H+ gelistet.

## Geschichte
Im Jahr 1886 erfolgte der Bau des ersten Gebäudes einer zukünftigen Universität in Jekaterinburg. Bis 1918 beherbergte das Gebäude eine Militärakademie der weißen Armee; 1919 wurde das Gebäude an die Uraler Universität übergeben.
Im Jahre 1965 wurde das Swerdlowsker Institut für Volkswirtschaft (russische Abkürzung -SINH) gegründet. Damals verfügte das Institut über zwei Fakultäten (Vollzeitkurse mit Abendschule und außeruniversitärer Fakultät), sechs Abteilungen, 2399 Studenten und 232 Dozenten, darunter drei Professoren, 53 assoziierte Professoren und neun Kandidaten für den naturwissenschaftlichen Bereich. 1981 erfolgte der Bau eines neuen akademischen Gebäudes.
Im Jahr 1994 erhielt das Institut den höchsten Rang in der Hierarchie der Hochschulen und erhielt einen neuen Namen – Ural State University of Economics. Im Jahr 2007 erhielt USUE gemäß der Auflistung für Bildungseinrichtungen des Bundesministerium für Bildung und Forschung den höchsten Status für Bildungseinrichtungen (H +), was eine öffentliche Anerkennung der USUE-Diplome in Europa bedeutet.
Im Jahr 2009 erlebte die Universität durch den Übergang zu einem zweistufigen „Bachelor-Master“-Bildungssystem zum ersten Mal eine umfassende Umstrukturierung. Eine weitere wichtige Neuerung war die Einführung des Bewertungssystems zur Wissensbewertung im Jahr 2009, die aktive Teilnahme an der Internetprüfung des Bundes, die Zertifizierung des Qualitätsmanagementsystems sowie die Einführung des Bildungsportals und des Katalogs der elektronischen Bibliothek.
Im Jahr 2009 startete das erste Eurasian Economic Youth Forum (EEYF). Das Forum entstand aus dem internationalen Planspiel „SCO-2039“, an dem Studenten aus 11 Ländern der Shanghai Cooperation Organization teilnahmen.
Im Jahr 2011 wurde bei der Eröffnung des XII. Kongresses der Eurasian Universities Association (EUA), der dem 300. Jahrestag der M.V. Lomonosov Moscow State University gewidmet ist, der Beitritt von USUE zur Eurasian Association of Universities angekündigt. Der Präsident der EAU ist der Akademiker Viktor Sadovnichy, Rektor der Moskauer Staatlichen Universität und Vizepräsident der Russischen Akademie der Wissenschaften.
2013 erfolgte die Eröffnung des Nuclear Energy Information Center (NEIC) am USUE.
Im Jahr 2014 wurde auf der Grundlage von USUE im Rahmen des V Eurasian Economic Youth Forum ein neuer internationaler Verband – University League of Collective Security Treaty Organization (CSTO) – gegründet. Das Abkommen wurde von 25 Bildungseinrichtungen und -organisationen aus Russland, Kasachstan, Kirgisistan, Tadschikistan, Armenien und Belarus unterzeichnet. Im selben Jahr wurde am USUE das Institute for Food Security gegründet, um Forschungsaktivitäten im Rahmen der Ziele der CSTO University League durchzuführen.

## Organisation
Die Universität beherbergt vier Institute, das Institute of Management and Information Technologies, Institute of Finance and Law, Institute of Economics, sowie das Institute of Trade, Food Technologies, and Service.